# 내가 아가씨 학교에 '서민 샘플'로 납치당한 사건
《내가 아가씨 학교에 '서민 샘플'로 납치당한 사건》(俺がお嬢様学校に「庶民サンプル」として拉致られた件)은 나나츠키 타카후미가 작성한 일본의 라이트 노벨이다. 일러스트는 우루우 겟카가 담당했다. 2011년부터 이치진샤 문고(이치진샤)에서 간행되고 있다. 〈월간 Comic REX〉 2012년 7월호부터, 리스마이 작화의 만화판이 연재되고 있다. 2013년 2월 20일에 발매된 소설 제 5권 특장판에서는 드라마 CD화되었다. 2014년 7월에 애니메이션화가 발표되어, 2015년 10월부터 12월까지 방영되었다.

## 줄거리
극히 평범한 고등학생・카구라자카 키미토는 어느날 갑자기 「세이카인 여학교」로 납치당한다.
그곳은 명가의 영양(令孃)들만이 모인 아가씨 학교로, 학생들은 회부 세계에 대한 지식이 전무하다. 아버지 이외의 남성에 대하여 알고 있는 것이 없는 상태이기에, 그런 문제를 해결하고자 납치한 사람이 키미토였다만, 키미토는 그녀들의 서민이나 남성을 신기해하는 점과 그 순수함 때문에 학원 생활을 즐거워한다.
그러던 도중, 외로움에 고민하고 있던 동급생인 텐쿠우바시 아이카는 눈에 띈 키미토와 함께 2명뿐인 부활 「서민부」를 결성한다. 그러나, 같은 상황에 친구도 없는 시오도메 하쿠아나 진료 카렌이 가입했고, 거기에 반에서 인기가 많은 학급위원장인 아리스가와 레이코까지 가입했다.

## 간행 목록

### 소설 본편
| 권수                                                                                              | 발매일           | ISBN                   | 표지 캐릭터                                |
| ------------------------------------------------------------------------------------------------- | ---------------- | ---------------------- | ------------------------------------------ |
| 1                                                                                                 | 2011년 11일 19일 | ISBN 978-4-7580-4273-4 | 텐쿠우바시 아이카                          |
| 2                                                                                                 | 2012년 4월 20일  | ISBN 978-4-7580-4318-2 | 시오도메 하쿠아                            |
| 3                                                                                                 | 2012년 7월 20일  | ISBN 978-4-7580-4355-7 | 아리스가와 레이코                          |
| 4                                                                                                 | 2012년 10월 20일 | ISBN 978-4-7580-4373-1 | 진료 카렌                                  |
| 5(특장판)                                                                                         | 2013년 2월 20일  | ISBN 978-4-7580-4405-9 | 에리, 미유키                               |
| 5(통상판)                                                                                         | 2013년 2월 20일  | ISBN 978-4-7580-4404-2 | 하나에 에리                                |
| 6                                                                                                 | 2013년 5월 18일  | ISBN 978-4-7580-4431-8 | 쿠죠 미유키                                |
| 7(특장판)                                                                                         | 2013년 9월 20일  | ISBN 978-4-7580-4464-6 | 아이카, 하쿠아, 레이코, 카렌, 에리, 미유키 |
| 7(통상판)                                                                                         | 2013년 9월 20일  | ISBN 978-4-7580-4463-9 | 카구라자카 키미토                          |
| 7.5                                                                                               | 2014년 1월 18일  | ISBN 978-4-7580-4518-6 | 사키모리                                   |
| 8                                                                                                 | 2014년 7월 18일  | ISBN 978-4-7580-4581-0 | 텐쿠우바시 아이카                          |
| 9                                                                                                 | 2015년 1월 20일  | ISBN 978-4-7580-4668-8 | 쿠로에                                     |
| 10(특장판)                                                                                        | 2015년 10월 20일 | ISBN 978-4-7580-4761-6 | 아이카, 레이코                             |
| 10(통상판)                                                                                        | 2015년 10월 20일 | ISBN 978-4-7580-4762-3 | 하나에 에리                                |
| 11                                                                                                | 2016년 7월 20일  | ISBN 978-4-7580-4852-1 | 아이카, 하쿠아, 레이코, 카렌, 에리, 미유키 |
| - 5권, 7권 특장판은 드라마CD 부록 - 10권 특장판은 호화 일러스트＆스핀오프 단편 수록의 소책자 부록 |                  |                        |                                            |

### 코믹
| 권수                             | 발매일           | ISBN                   | 초판                                 | 표지              |
| -------------------------------- | ---------------- | ---------------------- | ------------------------------------ | ----------------- |
| 1                                | 2012년 10월 27일 | ISBN 978-4-7580-6341-8 | 월간 ComicREX 24년 7월 - 10월호      | 텐쿠우바시 아이카 |
| 2                                | 2013년 5월 27일  | ISBN 978-4-7580-6378-4 | 월간 ComicREX 24년 11일 - 25년 4월호 | 아리스가와 레이코 |
| 3                                | 2013년 9월 27일  | ISBN 978-4-7580-6411-8 | 월간 ComicREX 25년 5월 - 9월호       | 시오도메 하쿠아   |
| 4                                | 2014년 1월 27일  | ISBN 978-4-7580-6426-2 | 월간 ComicREX 25년 10월 - 26년 2월호 | 진료 카렌         |
| 5                                | 2014년 7월 18일  | ISBN 978-4-7580-6465-1 | 월간 ComicREX 26년 3월 - 7월호       | 하나에 에리       |
| 6                                | 2015년 2월 1일   | ISBN 978-4-7580-6488-0 | 월간 ComicREX 26년 8월 - 12월호      | 쿠죠 미유키       |
| 7(특장판)                        | 2015년 7월 27일  | ISBN 978-4-7580-6521-4 | 월간 ComicREX 27년 1일 - 4월호       | 사키모리          |
| 7(통상판)                        | 2015년 7월 27일  | ISBN 978-4-7580-6520-7 | 월간 ComicREX 27년 1일 - 4월호       | 사키모리          |
| 8                                | 2015년 10월 27일 | ISBN 978-4-7580-6551-1 | 월간 ComicREX 27년 5월 - 8월호       | 텐쿠우바시 아이카 |
| 9                                | 2016년 1일 27일  | ISBN 978-4-7580-6564-1 | 월간 ComicREX 27년 9월 - 28년 2월호  | 아리스가와 레이코 |
| 10                               | 2016년 7월 27일  | ISBN 978-4-7580-6604-4 | 월간 ComicREX 28년 4월 - 28년 8월호  | 진료 카렌         |
| - 7권의 특장판은 러버스트랩 부록 |                  |                        |                                      |                   |

스핀오프
| 권수 | 발매일          | ISBN                   | 초판                                | 표지                 |
| ---- | --------------- | ---------------------- | ----------------------------------- | -------------------- |
| 1    | 2016년 1월 27일 | ISBN 978-4-7580-6565-8 | 월간 ComicREX 27년 8월 - 28년 1월호 | 아이카, 하쿠아, 카렌 |
| 2    | 2016년 7월 27일 | ISBN 978-4-7580-6605-1 | 월간 ComicREX 28년 2월 - 28년 7월호 | 아이카, 에리, 미유키 |

## TV 애니메이션
《내가 아가씨 학교에 '서민 샘플'로 겟츠당한 사건》(俺がお嬢様学校に「庶民サンプル」としてゲッツされた件)의 타이틀로, 2015년 10월부터 12월까지 TOKYO MX, 선 TV, KBS 교토, BS 후지, AT-X에서 방송되었다.
작품명을 원작과 달리 하였다.

### 주제가
오프닝 테마 「일편단심 레시피」
작사 - Mio Aoyama / 작곡 - sacra / 편곡 - 유우키 신이치 / 노래 - 아이돌 컬리지
엔딩 테마 「황혼에 사라지지 말아줘」
작사 - 나츠 히토미 / 작곡 - 사쿠마 카즈히로 / 편곡 - Johnny. k / 노래 - 하라 유미

### BD / DVD
| 권수 | 발매일         | 수록화          | 규격품번  | 규격품번  |
| 권수 | 발매일         | 수록화          | BD        | DVD       |
| ---- | -------------- | --------------- | --------- | --------- |
| 1    | 2016년 1월 6일 | 제1화 - 제2화   | BIXA-1111 | BIBA-2911 |
| 2    | 2016년 2월 2일 | 제3화 - 제4화   | BIXA-1112 | BIBA-2912 |
| 3    | 2016년 3월 2일 | 제5화 - 제6화   | BIXA-1113 | BIBA-2913 |
| 4    | 2016년 4월 2일 | 제7화 - 제8화   | BIXA-1114 | BIBA-2914 |
| 5    | 2016년 5월 3일 | 제9화 - 제10화  | BIXA-1115 | BIBA-2915 |
| 6    | 2016년 6월 2일 | 제11화 - 제12화 | BIXA-1116 | BIBA-2916 |

### 라디오
《내가 아가씨 학교에 '서민 샘플'로 겟츠당한 라디오》(俺がお嬢様学校に「庶民サンプル」としてゲッツされたラジオ)의 타이틀로, 온센에서 2015년 9월 30일부터 2016년 1월 13일까지 매주 수요일에 방송되었다. 진행자는 세리자와 유우(텐쿠바시 아이카)와 타치바나 리카(아리스가와 레이코).